# バニョール＝シュル＝セーズ
バニョール＝シュル＝セーズ （Bagnols-sur-Cèze）は、フランス、オクシタニー地域圏、ガール県のコミューン。

## 地理

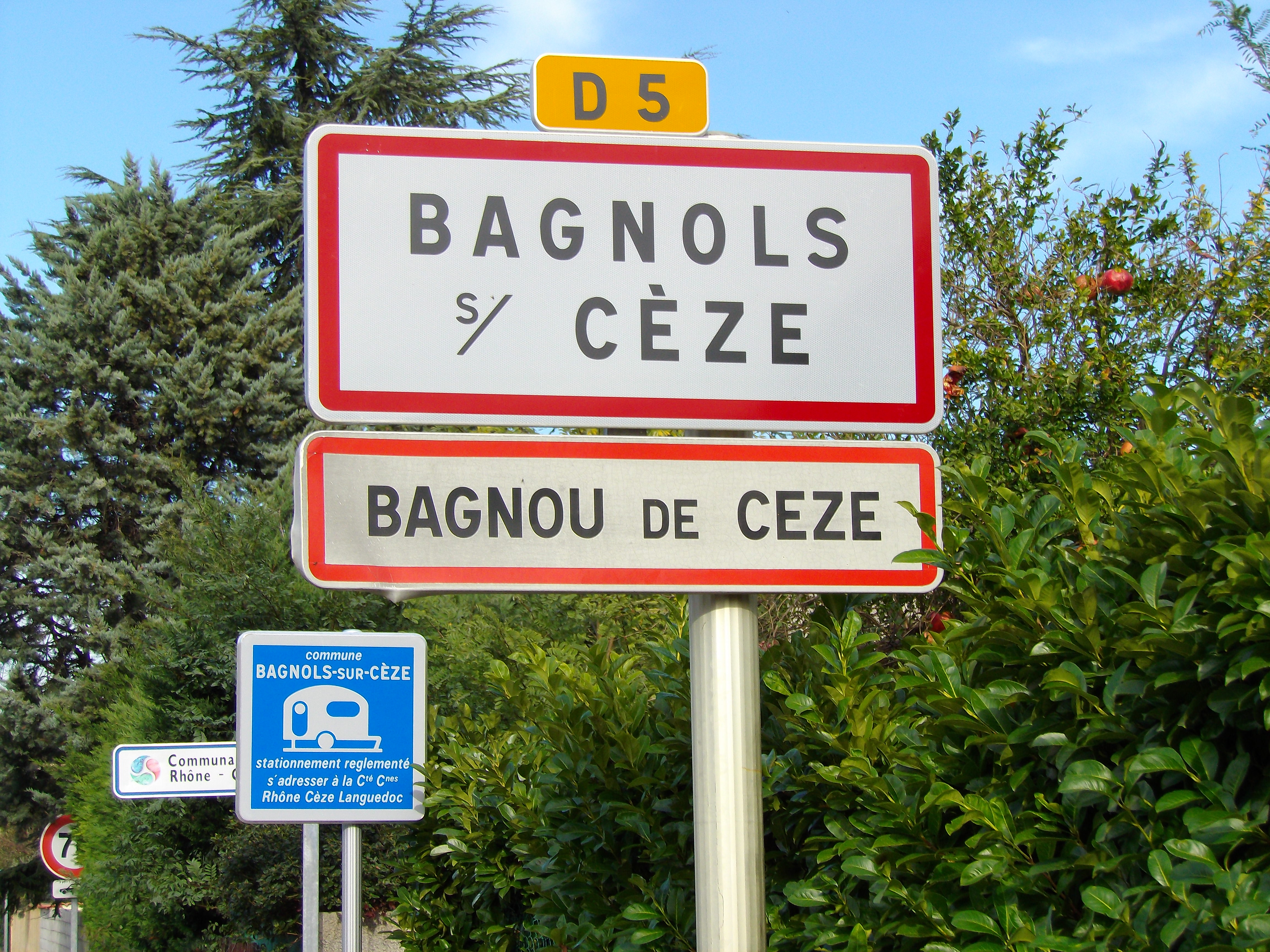
コミューン名の標識

バニョール＝シュル＝セーズは、ローヌ川谷の低地に位置し、ローヌ右岸の支流セーズ川がコミューンを横切る。セーズ川がローヌ川と合流する地点からわずかしか離れていない。
ガール県北東部、県の最も北東にあり、プロヴァンス＝アルプ＝コート・ダジュール地域圏、ローヌ＝アルプ地域圏と接している。歴史的にはラングドックに属し、プロヴァンスに近く、セヴェンヌ山脈から東へ60kmである。
周辺コミューンで人口2万人以上を数えるのは、アヴィニョン、ニーム、アレス、モンテリマールである。オランジュはローヌ川を挟んでバニョールの対岸にあり約20kmほどの距離であるが、この2つのコミューンは二次的な道路でつながっているにすぎない。

### 気候
バニョールは下ローヌ地方特有の地中海性気候である。秋の豪雨は何年かに一度の洪水を引き起こす。最近では、2002年9月の洪水が特に壊滅的な被害を与えた。たとえば、セーズ川に架かる橋の近くにあったスーパーマーケットが破壊されたのである。
頻繁に発生し荒れ狂うミストラルはこの地の気候の第一の特徴である。

## 歴史

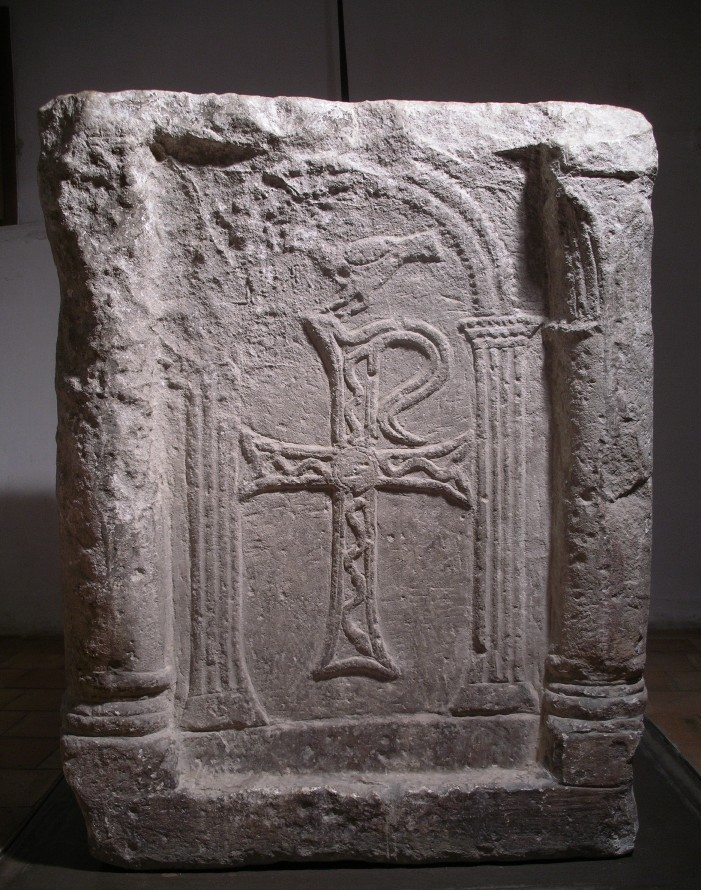
バニョールで発掘された初期キリスト教の祭壇

古代に現在のバニョールに住んでいた人々であるウォルカエ・アレコミキ族（Volques Arécomiques、ガリア系）は、マッシリアのギリシャ人たちと密接な関係にあった。12世紀初頭、バニョールの名が初めて公文書上に登場する。1119年の公文書、賛美歌の特許状台帳上でBaniolasとつづられているのが最も古い記録である。
13世紀、バニョールはトゥールーズ伯領から直接カペー朝のフランス王領へ併合される。行政上のバニョールはボーケールの代官区に属したが、宗教上はユゼス司教区に属した。
中世から1950年代にかけ、バニョールは下セーズ川谷の小さな都市の中心だった。ローヌ川右岸沿いに南へ向かうリヨンからの道と、セーズ川谷との交差地点だったのである。1954年に設置されたマルクール原子力地区の創設が、都市景観を劇的に転換し、人口は3倍に増加、非常に迅速に現代化した。1970年代以降の成長のペースはより穏やかになったが、バニョールとガール・ローダニアン（Gard rhodanien、ローヌ川沿いのガール県）は実際の経済ダイナミズムを維持している。

## 由来

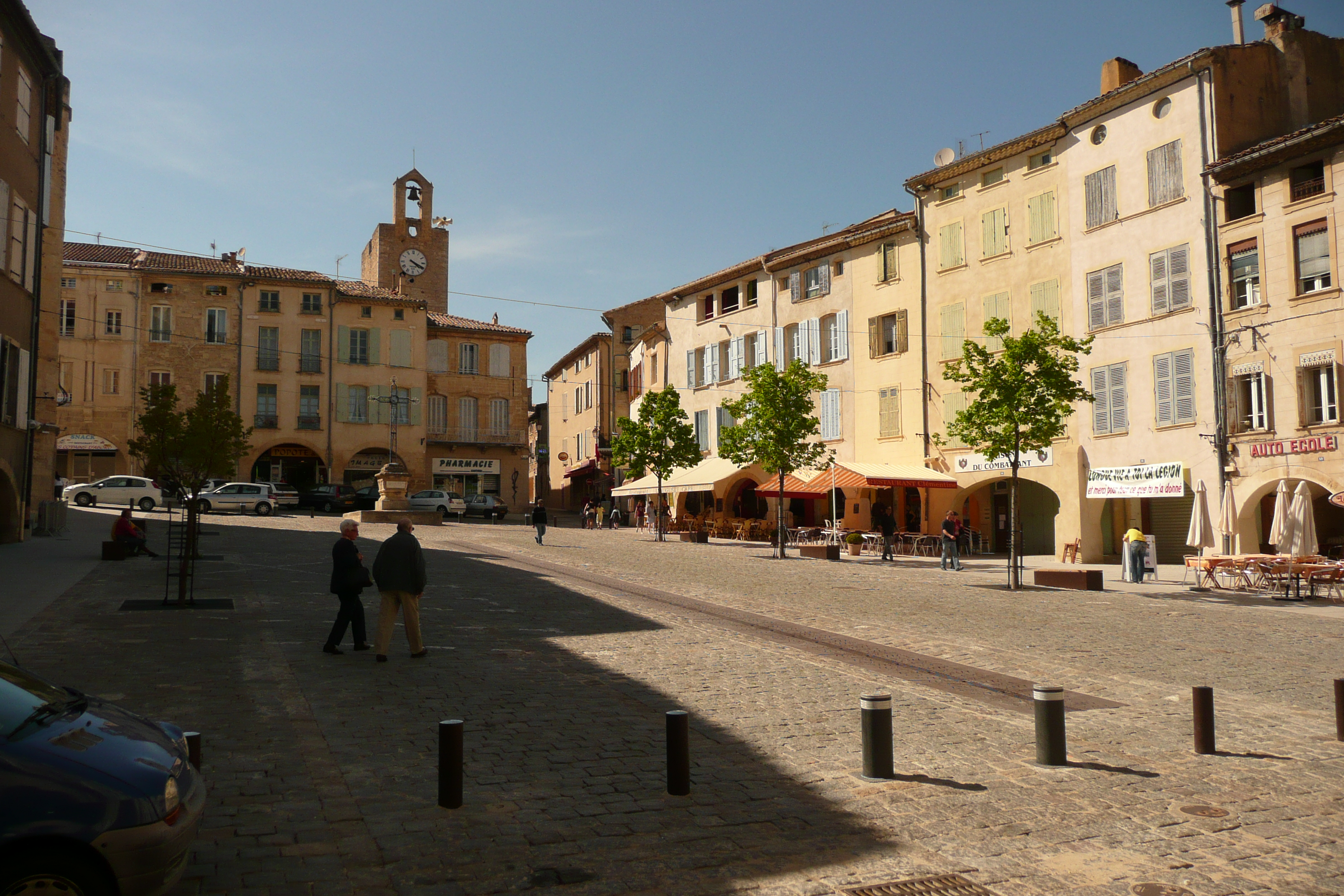
広場

バニョール（Bagnols）とは、ラテン語のbalneare（入浴）に由来し、それはすなわち温泉があったことを意味している。古くの町の名は、Baniolas （1119年）、Balneolae（1281年）、Balneoleum（1307年）である。Bagnolsの名を持つコミューンはフランス国内に数多く存在する。
地名の由来には2つの仮説がある。最も一般的なのは、アンシスの丘の東側にあった温泉に由来するというもので、バニョールとは小さな温泉（petit bain）を意味するラテン語からきているという。この水源は中世にハンセン病に効果があるとみなされていたが、17世紀には消滅したかまたはその性質を失ってしまった。もう一つの説は、ローヌ川谷を南北に行きかう通行者たちがセーズ川を渡ると自分の足を濡らしてしまうことを意味しているという。コミューンの第一の教会の名が長年サン・ジャン・バティスト（洗礼者ヨハネ）であるという事実は、おそらく偶然の結果ではない。
1891年、郵便と電信双方の要請によって、単なるバニョールからバニョール＝シュル＝セーズへ正式に変更された。

## 人口統計
バニョール＝シュル＝セーズは、ガール県でニーム、アレスに次いで第3の人口を持つ。
| 1962年 | 1968年 | 1975年 | 1982年 | 1990年 | 1999年 | 2006年 | 2011年 |
| ------ | ------ | ------ | ------ | ------ | ------ | ------ | ------ |
| 12905  | 16468  | 17534  | 17602  | 17872  | 18103  | 18545  | 18349  |

参照元:1999年までEHESS、2004年以降INSEE

## 出身者
- ヨアン・ベナルアン - プロサッカー選手
- ハリド・ブタイブ - プロサッカー選手

## 姉妹都市
- ブラウンフェルス、ドイツ
- フェルトレ、イタリア
- ニューベリー (バークシャー)、イギリス
- エルコ、ベルギー
- カルカイシャント、スペイン
- キシュクンフェーレジハーザ、ハンガリー